# Ferhad-paša Sokolović
Ferhad-paša Sokolović (1530. – Budim, 1586.), osmanski vojskovođa i prvi bosanski paša. U Banjoj Luci sagradio je džamiju Ferhadiju.

## Životopis
Sin je Rustem-bega i bliski rođak Mehmed-paše Sokolovića. Rodonačelnik je poznate begovske obitelji Sokolović s područja današnje Bosne i Hercegovine. Ferhad-beg (poslije Ferhad-paša) bio je kliški sandžak-beg od 1566. do 1574. godine. Tada je predvodio napade na južne i zapadne hrvatske krajeve. U pohodu je zaposjeo velike dijelove Ravnih kotara s utvrdama Zemunikom (1566) i Vespeljevcem u današnjem Islamu Latinskom (oko 1571.). Te 1571. je za iskazanu hrabrost dobio je u posjed begluk Vranu i naslov vranskoga bega.
Nakon kliškog, postao je bosanski sandžak-beg, od 1574. do 1580. godine. I tada je organizirao pljačkaške i osvajačke pohode na Hrvatsku. Broj pohoda prelazi nekoliko desetaka. Počeo je s osvajanjem hrvatskih krajeva između Une i Kupe i u porječju rijeke Gline. 
Pohod je bio uspješan. Pobijedio je kod Budačkog 1575. godine. Osvojio je bitne hrvatske utvrde i gradove: utvrdu Bijelu Stijenu 1575., 1576. Bužim i Cazin, 1577. Kladušu, Ostrožac i Zrin. Na kratko je 1578. zaposjeo Drežnik Grad. Nakon duge opsade i Gvozdansko. To je upravo onaj prostor koji se najviše usjekao u središnju Hrvatsku u smjeru Karlovca koji je za obranu odmah zatim podignut. U hrvatskim rukama ostao je u pozadini još samo Bihać s okolicom. 
Napredovao je i na položajima. Godine 1580. je postao bosanski i budimski beglerbeg. U Banja Luci je sagradio poznatu džamiju Ferhadiju.